# Крофорд (Міссісіпі)
Крофорд (англ. Crawford) — місто (англ. town) в США, в окрузі Лаундс штату Міссісіпі. Населення — 415 осіб (2020).

## Географія
Крофорд розташований за координатами 33°18′8″ пн. ш. 88°37′31″ зх. д. / 33.30222° пн. ш. 88.62528° зх. д. (33.302320, -88.625268).  За даними Бюро перепису населення США в 2010 році місто мало площу 3,63 км², уся площа — суходіл.

## Демографія
Згідно з переписом 2010 року, у місті мешкала 641 особа в 228 домогосподарствах у складі 162 родин. Густота населення становила 177 осіб/км².  Було 244 помешкання (67/км²).
Расовий склад населення:
| - 89,9 % — чорних або афроамериканців - 8,0 % — білих - 0,6 % — корінних американців |

До двох чи більше рас належало 1,6 %. Частка іспаномовних становила 0,6 % від усіх жителів.
За віковим діапазоном населення розподілялося таким чином: 32,1 % — особи молодші 18 років, 59,5 % — особи у віці 18—64 років, 8,4 % — особи у віці 65 років та старші. Медіана віку мешканця становила 28,9 року. На 100 осіб жіночої статі у місті припадало 80,6 чоловіків;  на 100 жінок у віці від 18 років та старших — 74,7 чоловіків також старших 18 років.
Середній дохід на одне домашнє господарство  становив 32 100 доларів США (медіана — 19 318), а середній дохід на одну сім'ю — 38 219 доларів (медіана — 25 417). За межею бідності перебувало 42,7 % осіб, у тому числі 65,3 % дітей у віці до 18 років та 4,8 % осіб у віці 65 років та старших.
Цивільне працевлаштоване населення становило 167 осіб. Основні галузі зайнятості: виробництво — 29,9 %, освіта, охорона здоров'я та соціальна допомога — 12,6 %, роздрібна торгівля — 11,4 %, мистецтво, розваги та відпочинок — 10,8 %.